# Leopold Volkmer
Leopold Volkmer, slovenski duhovnik, vzgojitelj, ljudski pesnik, pisatelj, prevajalec, narodni buditelj in skladatelj, * 13. oktober 1741, Ljutomer, † 7. februar 1816, Destrnik.

## Življenje
Njegov oče Anton je bil poljski priseljenec, po poklicu čevljar, mama pa domačinka Marija Ana, rojena Ebenreich. Leopold je gimnazijo obiskoval v Varaždinu, teologijo in filozofijo pa je do leta 1764 študiral v Gradcu. Septembra istega leta je bil posvečen, naslednje leto pa je postal kaplan pri sv. Ožboltu na Ptuju. Skrbel je tudi za deško vzgojo, po premestitvi v ptujsko mestno župnijo pa je postal vodja zasebne šole. 1784 je odšel za kaplana na Destrnik (Sv. Urban), nato je bil do 1808 kaplan v Dvorjanah (Sv. Martin), kjer je ostal tudi kot upokojenec do 1812, ko se je vrnil na Destrnik, kjer je tudi umrl. Ob 180. obletnici smrti Leopolda Volkmerja so leta 1996 v Destrniku pripravili simpozij, katerega rezultat je tudi Volkmerjev zbornik.
Volkmer je s svojimi pridigami in pesmimi deloval predvsem kot ljudski vzgojitelj. Ustvarjal je v času cesarice Marije Terezije in cesarja Jožefa II., ki sta spodbujala petje v domačem jeziku pri latinski maši. Zato je prevajal cerkvene pesmarice, prevodi so npr. Pesme k tem opravili te svete maše s toj pesmoj pred predgoj (1783), Der Messgesang. Mašna pesem (1789), Pesme k božji službi vu rimski katoliški cirkvi (1805).
Volkmer je začetnik posvetne verzifikacije na slovenskem Štajerskem. Njegovo delo obsega približno sedemdeset posvetnih pesmi, vendar številka ni natančna, saj je del dediščine izgubljen. V posvetnih pesmih je prikazal razmere, v katerih so živeli tedanji slovenski viničarji, gruntarji, služinčad idr., zato ga mnogi štejejo za prvega slovenskega socialnega pesnika.  Primer takšne pesmi je Sivec ali srečna podložnost, v njej pesnik prikaže razmere podložnikov in jih poziva k ubogljivosti, na drugi strani pa je gospodarjeva dolžnost, da odgovorno ravna s svojimi delavci. Volkmer je razlagal in širil med ljudmi tudi svoje basni (Mravla ali delavnost, Lisica ali plačan prilizavec, Osel ali razkrita skazlivost …) ter epigrame (Pisker ali nora glava, Oča ali lastni sin, Trdnovec ali dober rat …). Bil je predvsem učitelj in vzgojitelj mladine, ne glede na njihovo socialno poreklo, čeprav obstoječi družbeni hierarhiji ni nasprotoval. Mnogi sodobniki so mu očitali prav zagovarjanje fevdalnega reda in poudarjanje vdanosti v usodo. Sprijaznjenje z obstoječim svetom se kaže v pesmi Želod ali popravlena pamet. Volkmer je sprva pisal v bohoričici, nato pa se je odločil za samostojen pokrajinski knjižni jezik, ki je vseboval številne elemente ljutomerskega in ptujskega narečnega govora, zato velja za najpristnejšega zapisovalca prleščine kot slovenskega narečja.
Tako kot večina drugih slovenskih razsvetljencev se je tudi Volkmer šolal pri jezuitih in je zato zrasel iz podobnih poetoloških nazorov kot oni. Ker je za slovensko razsvetljensko pesništvo značilna precejšnja odvisnost od tujih literarnih predlog, je bilo tudi za Volkmerja pri pesnjenju pomembno oblikovanje novega besedila na podlagi že znanih snovnih prvin po veljavnih poetičnih normah.

## Delo
Danes je torej ohranjen le del Volkmerjevega dela, in sicer šest rokopisov in četvero tiskov. Rokopise sestavljajo: prepis nemške pesmi v gotici Der englische Gruss, prevoda Pesem pred naj svetešem zakramenti (1809) in Pangelingva (1813), cerkveni pesmarici Pesme k božji službi vu rimski katoliški cirkvi (1805) in druga z enakim naslovom in letnico, le da brez notnih zapisov ter prvi del zbirke posvetnih pesmi Zmes za pevca I. del (1814). Med tiske pa sodijo: prevod predpisane cerkvene pesmarice Pesme k tem opravili te svete maše s toj pesmoj pred predgoj (1783), dvojezična Der Messgesang. Mašna pesem (1789), Te Deum laudamus (1795) in Hvala kmetičkega stana ino tobačje trave (1807). Njegove nabožne pesmi so (razen ene) prevodi, s katerimi je omogočil popolno rabo domačega jezika v podeželskih  cerkvah med Muro in Dravo.
Hvala kmetičkega stana ino tobačje trave v dveh pesmah zapojena v leti 1807 v Marburgi je edini znani posvetni tisk Leopolda Volkmerja in prvi te vrste na slovenskem Štajerskem. Zaradi številnih prepisov in predelav (Dajnkova, Ahaclova, Modrinjakova) lahko sklepamo o priljubljenosti predvsem prve pesmi, ki se je ohranila tudi v ustnem izročilu ter se razširila tudi na kajkavsko območje. Sporna je Volkmerjeva podpora cesarskemu monopolu na tobak, saj se zdi, da se skuša s podporo prikupiti državni oblasti. V pesmi Prva pesem od kmestva skuša lirski subjekt (sejmarski pevec, ki je na strani kmečkega stanu) nagovorjenim poslušalcem prikazati pozitivne in negativne strani kmečkega stanu in s tem dvigniti njegov družbeni pomen. Tematsko in v verzu je ta pesem sorodna Vodnikovi Zadovolne Kranjc, se pa razlikujeta v lirskem subjektu, ki je pri Vodniku bolj samozavesten. Volkmer izhaja iz prepričanja, da posameznika določa njegova stanovska pripadnost, njegovo bivanje pa je smiselno zaradi potrebnosti vseh stanov. Za lirski subjekt je kmečki stan najbolj potreben, saj omogoča preživetje drugim. Kmetovo hitenje in naprezanje je prikazano brez vsake idealizacije. V drugem delu pesmi je odnos lirskega subjekta do kmeta spremenjen, očita mu lenobo, nepoštenost, prevarantstvo in nesramnost ter ga spodbuja k poštenosti. Pesem je sestavljena iz trinajstih osemvrstičnih kitic, v katerih je avtor uporabil amfibraški enajsterec. Druga pesem od tobaka je po obsegu dvakrat daljša od prve, zgrajena je iz sedemindvajsetih osemvrstičnic z distihom trohejskega osmerca in sedmerca. V pesmi gre za monolog strastnega privrženca rumenega prahu, ki je v resnici karikirana hvalnica tobaku in Nikoziju. Pesem se konča didaktično, saj svari pred kršitvijo cesarskega monopola na tobak.
Zmes za pevca I. del je rokopisna zbirka, ki vsebuje posvetne pesmi iz različnih obdobij njegovega ustvarjanja. Z naslovom je avtor označil vsebino in pojasnil, da je zbirka namenjena pevcu, to je tistemu, ki razširja pesmi med ljudmi. Natisa Volkmer ni dočakal, vendar so se pesmi (tako kot druge rokopisne) širile ustno in s prepisovanjem. Knjižno izdajo je pripravil Anton Janez Murko, ki je imel na voljo še oba dela rokopisa. Izšla je leta 1836 z naslovom Fabule ino Pésmi. Pesmi v zbirki Zmesi za pevca I. so poučne in imajo dvodelne naslove (Vrabel ali nagla sodba, Zakon ali čudovita glihinga, Lisica ali kisla jagoda). Značilno je, da je nauk pesmi posebej izrečen, pogosto že v naslovu ali pa v neposrednem nagovoru. V zbirki so basni, moralične pripovedi, epigrami, didaktične, pivske, sejmarske in refleksivne pesmi (npr. Lipa ali sladka krčma, Hrast ali žalostno ločenje). Poglejmo nekaj primerov: Lipa ali sladka krčma je oda naravi na temo menjave letnih časov. V pesmi, ki je dvodelna hvalnica lipi, pesnik v prvem delu čustveno opiše, kako narava pozimi miruje, s prihodom pomladi pa se začne prebujati. Podobno nasprotje je prikazano tudi v drugem delu pesmi, kjer se pojavi motiv čebel, za katere je lipa sladka krčma. Na eni strani so delavne čebele, na drugi pa pajki, ki prežijo nanje in jih skušajo ujeti v svoje mreže. Pesnik zato prosi lipo, naj zaščiti čebele, saj so zelo koristne za človeka. Pesem je pomembna predvsem zaradi osebne izpovednosti in pesnikovega razumevanja pesmi kot govorice srca. V pesmi Hrast ali žalostno ločenje je osrednji motiv slovo. Snov je zajeta iz Volkmerjevega življenja na Destrniku, na kar kaže omemba kraja v pesmi. Na začetku je prikazana mogočna podoba drevesa, ki kljubuje nevihtam in poletni vročini. Lirski subjekt je pesnik, ki v hrastovi senci ustvarja pesmi, zato je nanj zelo navezan. Želi si, da bi prijateljstvo z drevesom še dolgo trajalo. Vendar pride do tragedije, saj nekdo hrast poseka. Žalosten lirski subjekt išče tolažbo v svojih pesmih, ki ga bodo vedno spominjale nanj. Dvodelen naslov ima tudi kratka pesem Mravla ali podvučen človek. Nosilca prispodobe sta mravlja in muren, poduk pa je namenjen človeku. Mravlja je delavna, zato ima pozimi hrano, muren pa se raje zabava, zato pozimi trpi lakoto. Zadnja dva verza sta primerjava živali in človeka. Če človek rad dela, je mravlja, če pa raje lenari, je muren. S to pesmijo skuša pesnik spodbuditi človeka k marljivosti.

## Izdaje Volkmerjevih pesmi in fabul ter odmevi
Prvi je Volkmerjeve pesmi izdal Anton Janez Murko leta 1836 z naslovom Leopolda Volkmera, pokojnega duhovnika Sekavske škofije Fabule ino Pésmi. Zbirka je izšla v Gradcu, v njej so pesmi razdeljene v dve skupini (fabule in pesmi), nekatera besedila je Murko izpustil. Njegov pregled Volkmerjeve verzifikacije je bil različno sprejet. Prešeren je Murku napisal epigram Izdajavcu Vólkmera fabúl in pesem in sonet Izdajávcu Volkmerjovih fabul in pesem, v katerih je Volkmerjeve pesmi označil kot čenče in neslane pesmi. Sodbi se je pridružil tudi Vraz, vendar je potrebno pri njem upoštevati njuna razhajanja glede jezikovnih vprašanj. Pozitivno pa je Volkmerejeve pesmi sprejel Anton Martin Slomšek, ki je upošteval razmere nastanka pesmi in ne njihovo estetsko vrednost. Leta 1885 je posvetne pesmi objavil Jožef Pajek v zbirki Leopold Volkmer, veseli pesnik Slovenskih goric. V delu, ki je izšlo v Mariboru, je Pajek sestavil Volkmerjev življenjepis, popisal je njegovo delo, skušal je določiti čas nastanka pesmi ter ugotoviti Volkmerjeve vire v basnih antičnih in novejših pesnikov. Upošteval je Murkovo redakcijo pesmi in si pomagal s prepisi Jakoba Košarja, ki pa so zdaj izgubljeni. Ivan Grafenauer je Volkmerja označil kot osamljeno prikazen, brez nadaljnjega vpliva na razvoj slovenskega pesništva. Kidrič je temu nasprotoval, saj je štel Volkmerja v generacijo, pri kateri so se začele klesati prve preporodne črte. Legiša je bil mnenja, da je bil Volkmer slab zgled za nadaljevalce posvetne verzifikacije v severovzhodni Sloveniji. Jože Pogačnik pa je za Volkmerjev standard postavil ljudske popevke, ker pa je ta standard na nekaterih mestih prebil, sodi v slovensko zgodovino. Štefan Barbarič je zapisal, da je Volkmer prvi dokaz, da je slovenska periferija začela živeti. Majda Potrata je mnenja, da je potrebno na Volkmerjevo delo gledati iz specifičnih zgodovinskih razmer, v katerih je odločitev za pokrajinski knjižni jezik pomenila upor prodirajoči germanizaciji in kajkavizaciji severovzhodne Slovenije.